# Karl Adolf Koefoed Larsen
Karl Adolf Koefoed Larsen (* 2. Mai 1896 in Holstebro; † 22. Dezember 1963 ) war ein dänischer Schachkomponist und -redakteur. Er war wohl der bedeutendste Schachkomponist Dänemarks.

## Schachkomposition
Seine erste Schachaufgabe veröffentlichte er 1912 in Skakbladet im Alter von 16 Jahren. Insgesamt umfasst sein Werk etwa 600 Kompositionen.
|   | a | b | c | d | e | f | g | h |   |
| 8 |   |   |   |   |   |   |   |   | 8 |
| 7 |   |   |   |   |   |   |   |   | 7 |
| 6 |   |   |   |   |   |   |   |   | 6 |
| 5 |   |   |   |   |   |   |   |   | 5 |
| 4 |   |   |   |   |   |   |   |   | 4 |
| 3 |   |   |   |   |   |   |   |   | 3 |
| 2 |   |   |   |   |   |   |   |   | 2 |
| 1 |   |   |   |   |   |   |   |   | 1 |
|   | a | b | c | d | e | f | g | h |   |

Lösung:

1. Dc6–a8+! Ka7xa8 2. Dc8–a6+ Tb6xa6 matt

1. … Tb8xa8 2. Dc8–b7+ Ka7xb7 Mustermatt als Echo.

## Redakteur
Von 1929 bis 1933 leitete Karl Adolf Koefoed Larsen eine Schachspalte in Politikens Magasinet und von 1930 bis 1958 ebenfalls eine Kolumne in Frederiksborg Amts Avis. Er war publizistisch sehr aktiv, u. a. auch als Redakteur von Skakbladet.
Larsen unterstützte die Idee zur Gründung des Dansk Skakproblem Klubs.

## Privat
Larsen wuchs in Holstebro auf. Sein Vater Peder Andreas Larsen (* 1. April 1869 in Åker (Bornholm); † 28. April 1946 in Rønne) war ebenfalls ein bekannter Schachkomponist. Auch sein Bruder Arne war ein Schachenthusiast.
Nach dem Studium arbeitete Larsen an der Staatlichen Lebensversicherungsanstalt und wurde später Oberassistent. Die Familie mit den Kindern Peer und Inger siedelte sich in Hillerød an.
Larsen war Gründungsmitglied des Hillerøder Bridgeklubs und im Hillerød Skakklub langjährig aktiv. Er spielte Violine und interessierte sich auch für Malerei. Sein Sohn wurde Kunstmaler.

## Werke
- Karl Adolf Koefoed Larsen u. a.: Skakopgaven. Dansk Skakproblem Klub, 1942.